# COVAX
Accesul global la vaccinurile COVID-19, abreviat COVAX, este o inițiativă mondială care vizează accesul echitabil la vaccinurile COVID-19, condusă de Gavi, Alianța pentru vaccinuri (fosta Alianță globală pentru vaccinuri și imunizare, sau GAVI), Coaliția pentru inovații în domeniul pregătirii împotriva epidemiilor (CEPI) și Organizația Mondială a Sănătății (OMS). Este unul dintre cei trei piloni ai Acceleratorului de acces la instrumentele COVID-19, o inițiativă demarată în aprilie 2020 de către OMS, Comisia Europeană și guvernul Franței ca răspuns la pandemia COVID-19. COVAX coordonează resursele internaționale pentru a permite țărilor cu venituri mici și medii să aibă acces echitabil la testele, terapiile și vaccinurile COVID-19. Până la 15 iulie 2020, 165 de țări - reprezentând 60 % din populația umană - s-au alăturat COVAX. Cu toate acestea, la 11 aprilie 2021, COVAX nu își atinge obiectivul, întrucât a livrat 38,5 milioane de doze, în ciuda unui obiectiv de 100 de milioane până la sfârșitul lunii martie.

## Vaccinuri candidate
Începând cu 9 mai 2021, OMS a aprobat vaccinurile Pfizer-BioNTech, Moderna, Sinopharm BBIBP-CorV, Oxford-AstraZeneca și Johnson & Johnson pentru utilizare în situații de urgență. Aceste vaccinuri pot fi distribuite ca parte a COVAX.
Multe dintre țările care vor beneficia de COVAX au o "capacitate de reglementare limitată" și depind de autorizațiile OMS. La începutul anului 2021, OMS examina 11 potențiale vaccinuri COVID-19 pentru lista sa de utilizare în situații de urgență (EUL). Primul vaccin pe care OMS l-a autorizat pentru EUL la 31 decembrie 2020 a fost vaccinul Pfizer-BioNTech COVID-19 - un vaccin cu ARN dezvoltat de BioNTech în cooperare cu compania americană Pfizer, vândut sub denumirea comercială Comirnaty.
OMS a declarat într-un comunicat de presă din 24 august 2020 că COVAX avea nouă candidați la vaccinuri susținute de CEPI și nouă candidați în curs de testare, ceea ce îi conferă cea mai mare selecție de vaccinuri COVID-19 din lume. Până în decembrie 2020, COVAX a finalizat negocierile cu alți producători care i-au oferit acces la două miliarde de doze de vaccin.

## Legături externe
- List of participants in the COVAX Facility, Confirmations of intent to participate and AMC-Eligible economies
- WHO information page about COVAX
- GAVI page about COVAX Arhivat în 25 septembrie 2020, la Wayback Machine.